# Un garçon entreprenant
Pour plus de détails, voir Fiche technique et Distribution.
Un garçon entreprenant (Young Man with Ideas) est un film américain en noir et blanc réalisé par Mitchell Leisen pour la Metro-Goldwyn-Mayer, sorti en 1952.

## Synopsis
Maxwell Webster est un avocat du Montana dont la carrière n'est pas assez brillante aux yeux de sa femme. Il déménage avec sa famille à Los Angeles dans l'espoir d'un nouveau départ.

## Fiche technique
- Titre : Un garçon entreprenant
- Titre original : Young Man with Ideas
- Titre original alternatif : The Family man, Young Man in a Hurry[1]
- Réalisation : Mitchell Leisen
- Scénario : Ben Barzman, Arthur Sheekman
- Producteurs : Gottfried Reinhardt, William H. Wright
- Société de distribution : Metro-Goldwyn-Mayer
- Lieu de tournage : Metro-Goldwyn-Mayer Studios, Culver City, Californie
- Image : Joseph Ruttenberg
- Musique : David Rose
- Montage : Fredrick Y. Smith
- Pays de production : États-Unis
- Langue originale : anglais
- Format : noir et blanc (Western Electric Sound System)  1.37:1 - son : Mono
- Genre : Comédie romantique
- Durée : 85 min
- Dates de sortie : 
  - États-Unis : 2 mai 1952
  - France : 3 juin 1955

## Distribution
- Glenn Ford : Maxwell Webster
- Ruth Roman : Julie Webster
- Denise Darcel : Dorianne Gray
- Nina Foch : Joyce Laramie
- Donna Corcoran : Caroline Webster
- Ray Collins : Edmund Jethrow
- Mary Wickes : Mme Jarvis Gilpin
- Bobby Diamond : Willis Gilpin
- Sheldon Leonard : Rodwell 'Brick' Davis
- Dick Wessel : Eddie Tasling
- Carl Milletaire : Tux Cullery
- Curtis Cooksey : Jude Jennings
- Karl Davis : Punchy
- Fay Roope : Kyle Thornhill
- Louise Lorimer : Mme Martha Rixon

Acteurs non crédités
- Helene Millard : Mme Creely
- Roger Moore : assistant de l'agent immobilier
- Emmett Vogan : M. Bowker
- Will Wright : un invité à la fête

## Source
- Un garçon entreprenant et l'affiche française du film, sur EncycloCiné'